# Inmortal (partida de ajedrez)
|       |       |       |       |       |       |       |       |       |  |
|       | a8 rd | b8    | c8 bd | d8 kd | e8    | f8    | g8    | h8 rd |  |
| a7 pd | b7    | c7    | d7 pd | e7 bl | f7 pd | g7 nl | h7 pd |       |  |
| a6 nd | b6    | c6    | d6    | e6    | f6 nd | g6    | h6    |       |  |
| a5    | b5 pd | c5    | d5 nl | e5 pl | f5    | g5    | h5 pl |       |  |
| a4    | b4    | c4    | d4    | e4    | f4    | g4 pl | h4    |       |  |
| a3    | b3    | c3    | d3 pl | e3    | f3    | g3    | h3    |       |  |
| a2 pl | b2    | c2 pl | d2    | e2 kl | f2    | g2    | h2    |       |  |
| a1 qd | b1    | c1    | d1    | e1    | f1    | g1 bd | h1    |       |  |
|       |       |       |       |       |       |       |       |       |  |

La Partida Inmortal fue una partida informal de ajedrez disputada entre Adolf Anderssen (blancas) y Lionel Kieseritzky (negras) en la ciudad de Londres el 21 de junio de 1851. Esta partida es considerada como uno de los máximos exponentes de la llamada Escuela romántica. Es recordada por los sacrificios de pieza que realizó el maestro alemán (primero las dos torres y luego la dama). 
Adolf Anderssen era uno de los mejores jugadores de su época, y considerado por muchos campeón del mundo tras su victoria en el torneo de Londres de 1851. Lionel Kieseritzky vivió en Francia la mayor parte de su vida, país en el que daba clases de ajedrez y jugaba partidas por cinco francos la hora en el Café de la Régence de París. Kieseritzky era conocido por su capacidad de derrotar a jugadores más débiles, aun concediéndoles ventaja; por ejemplo, jugando sin dama.
Tras el final de la partida, Kieseritzky estaba impresionado y telegrafió las jugadas a su club de ajedrez parisino. La revista de ajedrez La Régence publicó la partida en julio de 1851. El nombre de "Partida Inmortal" se lo puso el austríaco Ernst Falkbeer en 1855. Es una de las partidas de ajedrez más famosas de todos los tiempos.

## Desarrollo de la partida
La partida aparece debajo en notación algebraica.
1. e4 e5 2. f4 exf4 3. Ac4 Dh4+ 4. Rf1 b5 5. Axb5 Cf6 6. Cf3 Dh6 7. d3 Ch5 8. Ch4 Dg5 9. Cf5 c6 10. g4 Cf6 11. Tg1 cxb5 12. h4 Dg6 13. h5 Dg5 14. Df3 Cg8 15. Axf4 Df6 16. Cc3 Ac5 17. Cd5 Dxb2 18. Ad6 Axg1 19. e5 Dxa1+ 20. Re2 Ca6 21. Cxg7+ Rd8 22. Df6+ Cxf6 23. Ae7++

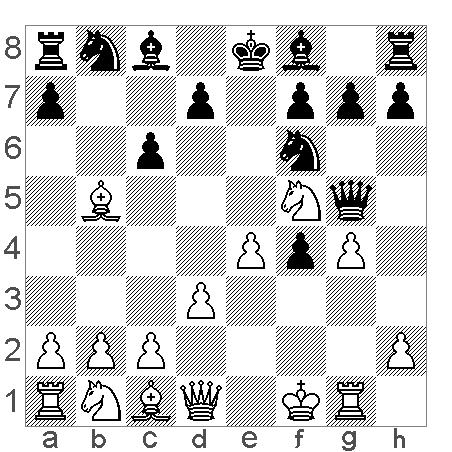
Tras 11.Tg1
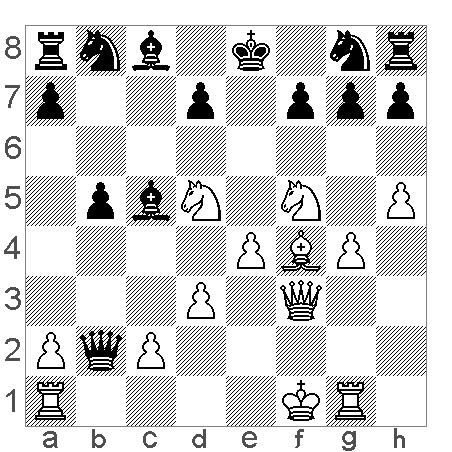
Tras 17...Dxb2
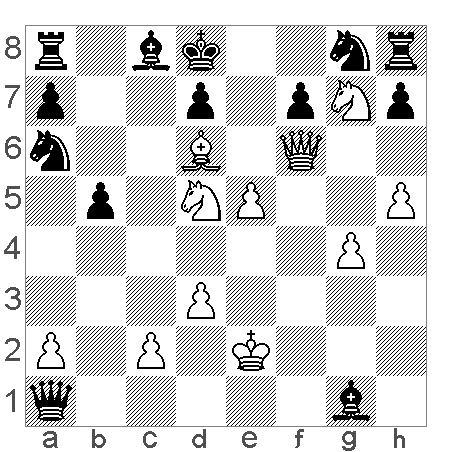
Tras 22.Df6+

## Cultura popular
Esta partida aparece en infinidad de películas.
El ingeniero J.F. Sebastian la reproduce contra Eldon Tyrell, dueño de la compañía Tyrell Corp., en la película Blade Runner. Roy Batty, el Nexus 6 que encabeza la rebelión de los replicantes, hace que Sebastian realice una jugada absurda como señuelo para entrar a los aposentos de Tyrell. Con esto Roy pretende conseguir acceso a la información necesaria para extender el ciclo de vida de los replicantes más allá del límite de cuatro años con que se les creó.
También es la partida con la que Pedro Mirañar está a punto de ganar a Olmo Mesía en el capítulo 553 de la serie El secreto de Puente Viejo, emitido el 25 de abril de 2013.